# Ruta 606 (Costa Rica)
La Ruta 606, oficialmente Ruta Nacional Terciaria 606, es una ruta nacional de Costa Rica ubicada en las provincias de Guanacaste y Puntarenas.

## Descripción
En la provincia de Guanacaste, la ruta atraviesa el cantón de Abangares (el distrito de Sierra), el cantón de Tilarán (el distrito de Quebrada Grande).
En la provincia de Puntarenas, la ruta atraviesa los cantones de Puntarenas (los distritos de Guacimal y Acapulco) y Monte Verde.